# Lijst van trainers van Austin FC
Deze lijst omvat de voetbalcoaches die de Amerikaanse club Austin hebben getraind vanaf 2021 tot op heden.
| Seizoen | Trainer(s)            | Prijzen | Bijzonderheden |
| ------- | --------------------- | ------- | -------------- |
| 2025    | Nico Estévez          |         | 0              |
| 2024    | Davy Arnaud (interim) |         | 0              |
| 2024    | Josh Wolff            |         | 0              |
| 2023    | Josh Wolff            |         | 0              |
| 2022    | Josh Wolff            |         | 0              |
| 2021    | Josh Wolff            |         | 0              |